# 微小短吻獅子魚
微小短吻獅子魚，為輻鰭魚綱鮋形目杜父魚亞目獅子魚科的其中一種，分布於西南大西洋的Burdwood Bank海域，棲息深度124-128公尺，為深海底棲性魚類，屬肉食性，生活習性不明。

## 擴展閱讀
維基物種上的相關：微小短吻獅子魚